# Canário doméstico
O canário doméstico, canário belga, canário do reino ou canário do império (nome científico: Serinus canaria domestica) é uma ave doméstica desenvolvida a partir do canário selvagem, um pequeno pássaro pertencente à família dos Fringillidae.
O canário doméstico, também bastante conhecido como canário belga, de coloração amarela, é o mais comum no Brasil, dentre outros 400 tipos existentes. A origem desse pássaro está descrita no próprio nome: Bélgica. No entanto, seus ascendentes são oriundos das Ilhas Canárias Arquipélago da Madeira e Arquipélago dos Açores (o que dá sentido ao nome da ave). Também pode ser chamado de "Canário do Reino" ou "Canário do Império" por ter vindo de Portugal e da Espanha.
Os canários foram criados em cativeiro no século XVII. Eles foram trazidos por marinheiros espanhóis para a Europa.

## Histórico
No ano de 1042, nas Ilhas Canárias, foram encontrados os primeiros canários. Após a ocupação da ilha pelos espanhóis, em 1478, foi que ficou conhecida a docilidade da espécie, e que era possível cria-los em cativeiro. Porém, foram os monges que obtiveram sucesso na criação dos pássaros reproduzindo a espécie em cativeiro. A venda dos canários era realizada somente pelos espanhóis, para evitar que outras pessoas conseguissem reproduzir o pássaro, apenas os machos eram vendidos enquanto as fêmeas eram mantidas. Isso acabou somente quando um navio carregado de canários naufragou, em 1662, e os tripulantes soltaram os pássaros que se espalharam por toda a Europa, encerrando assim o monopólio espanhol e dando inicio a reprodução de canários por outros países, além do surgimento de mutações da espécie, como o Canela, e o Roller.

## Etimologia
O canário doméstico é ligeiramente maior que seu ancestral selvagem, das Ilhas Canárias. Os canários vocais e os canários coloridos têm cerca de 13,5 cm a 14,5 cm de altura. Os canários de porte variam de 11 cm a 23 cm de comprimento. Já os canários sem raça definida também popularmente conhecidos como "pé duro" podem ter características diferentes com plumagens de diversas cores, altura ou porte físico diferente, entre outros.
A plumagem mais conhecida dos canários é o amarelo. No entanto, hoje há uma variedade de cores de plumagem muito diferentes (por exemplo, branco, vermelho, marrom, marrom claro, laranja, verde, cinza, entre outros). Desde então, há canários com plumagem vermelha. Algumas raças também usam capuz também conhecido como topete ou têm penteados com penas especiais.

## Alimentação
Os canários são animais granívoros, ou seja, alimenta-se de grãos e sementes que encontram em seu habitat. Criadores de canários costumam alimenta-los com misturas, que podem ser encontradas em comércios ou feitas em casa, utilizando sementes de alta qualidade, como: alpiste, painço, linhaça, colza, semente de rabanete, semente de alface, semente de endívia, aveia, semente de cânhamo, semente de niger. Esses pássaros também podem se alimentar de vegetais, frutas e legumes, que são muito importante para fornecê-los uma grande quantidade de vitaminas. Durante a época de reprodução é necessário adicionar cálcio a alimentação, esse nutriente pode ser encontrado em osso de siba e conchas de ostra moída.

## Sistemática
O canário é a única subespécie das Ilhas Canárias. O parente mais próximo é o Chamariz. Outros parentes próximos são, por exemplo, Pintassilgo-da-venezuela, Pintarroxo-de-queixo-preto e Pintassilgo.

## Canário-da-terra
Na América do Sul, principalmente no Brasil existe o canário nativo, chamado de canário-da-terra ou canário-da-terra-brasileiro (Sicalis flaveola brasiliense). Esse canário não é da mesma espécie do canário-belga ou canário-do-reino (Serinus canaria), o canário-da-terra tem esse nome para distinguir do canário que vinha de fora. Assim tem-se o "canário-da-terra" (Sicalis flaveola brasiliense) e o "canário-belga" ou "canário-do-reino" (Serinus canaria). Por ser uma espécie nativa, a criação em cativeiro do canário-da-terra depende de autorização do IBAMA, e sua captura na natureza constitui crime ambiental.